# Leucomphalos capparideus
Leucomphalos capparideus là một loài thực vật có hoa trong họ Đậu. Loài này được Planch. miêu tả khoa học đầu tiên.